# Fregetta
Fregetta es un género de aves de la familia Hydrobatidae. Las especies de este género son conocidas vulgarmente con el nombre de paíños, golondrinas de mar, o petreles de las tormentas.
Su hábitat natural son las aguas de la alta mar en los océanos del hemisferio sur, ya que son aves marinas pelágicas, las que viven todo el año en el océano, generalmente lejos de las costas, a las que se aproximan sólo en la época reproductiva.

## Taxonomía
Este género fue descrito originalmente por el ornitólogo francés Charles Lucien Jules Laurent Bonaparte, en el año 1855.   

### Especies
Este género se subdivide, según los autores, en 2 o 3 especies, ya que una de sus especies, F. maorianus, es habitualmente integrada al género Oceanites: 
- Fregetta grallaria - paíño ventriblanco o golondrina de mar de vientre blanco.
- Fregetta tropica - paíño ventrinegro o golondrina de mar de vientre negro.
- Fregetta maorianus - paíño de Nueva Zelanda.